# Monte di Pietà (Firenze)
Il Monte di Pietà o del Presto si trovava a Firenze, nella parte di un antico convento situato in piazza San Paolino, di fianco alla chiesa di San Paolino e aveva l'ingresso in via Palazzuolo.

## Storia

### I Monti di Pietà
In Firenze dal 1430 erano esistiti i "presti" degli ebrei, cioè quattro pubblici banchi di prestito tenuti dagli israeliti chiamati appositamente in città, in cambio di protezione e franchigia da parte dei governanti. Questi quattro primi banchi erano situati, usando i nomi attuali delle strade, in via de' Neri (palazzo Soldani), in via de' Pecori (palazzo Panciatichi), in piazza Santa Trinita (palazzo Spini) e nel Corso (casa Ricci). 
L'istituzione dei presti "cristiani" risale al 1493, sull'esempio di quanto predicato dal beato Bernardino da Feltre che li chiamò Monti di Pietà. Questi istituti dovevano ispirarsi alla pietà verso i poveri, sotto la protezione della Madonna, contrastando invece gli interessi privati degli usurai. Quell'anno a Firenze vennero appositamente eletti otto cittadini (sei delle Arti maggiori e due delle Arti minori, con residenza presso il dado dei Lamberti dei Capitani di Parte Guelfa) che nel giro di due anni, con l'aiuto anche del Savonarola per reperire i fondi tramite elemosine, aprirono il primo Monte in via de' Neri (attuale palazzo Soldani). A questo seguirono presto il Monte dei Pilli, in via dei Cavalieri, il Monte dei Pazzi presso via del Corso (dove esiste ancora la via del Presto), che ebbe una succursale in via Monalda. Il Monte dei Pazzi, che era detto anche di San Martino per la sua vicinanza alla chiesa di San Martino al Vescovo, si trasferì poi di fianco alla chiesa di Santo Spirito, nella via detta appunto via del Presto di San Martino, dove esistette fino a poco prima della seconda guerra mondiale.

### Il Monte di via Palazzuolo
L'edificio - che mostra un esteso fronte su tre piani sviluppato su via Palazzuolo per tredici assi e sulla piazza San Paolino per quattro - nasce come porzione del convento di pertinenza della vicina chiesa di San Paolino, presumibilmente già fondato nell'XI secolo e notevolmente ampliato e restaurato nel 1619, periodo nel quale il complesso era passato dai Domenicani ai Carmelitani Scalzi. Soppresso nel 1810, ripristinato nel 1814 e definitivamente soppresso nel 1866, il convento fu acquisito dall'Azienda dei Presti a Arruoto che provvide ad eseguire vari lavori su progetto dell'architetto Fortunato Cintolesi, al quale potrebbero attribuirsi anche le carte relative all'edificio datate attorno al 1880 attualmente conservate presso l'Archivio Storico dei disegni del Comune di Firenze. 
La presenza di una cassa per i prestiti (cioè di quella istituzione popolarmente più nota come Monte di Pietà) è ancora segnalata nel 1978 e nel 1980, per quanto trasformata in Azienda dei Presti gestita dalla Cassa di Risparmio di Firenze dal 1935, che lo incorporò definitivamente nel 1947, facendogli assumere la denominazione di "Sezione azienda dei presti". 
Già oggetto di lavori negli anni 1950 per adeguare gli uffici, i depositi e i magazzini (che occupano in profondità una vasta area fino ad arrivare ad un affaccio su borgo Ognissanti), il complesso passò di proprietà nel 2003 alla Sanfrediano Srl. che a sua volta, poche settimane dopo il rogito, cedette l'immobile alla San Paolino Hotel & Resort, la quale affidò il progetto di trasformazione dell'immobile - che ne prevedeva la destinazione a struttura ricettiva di lusso con aumento di superficie - all'architetto Massimo Madii. Il cantiere, per quanto annunciato dalla stampa, non fu tuttavia aperto anche per una inchiesta su presunti abusi da parte del Comune di Firenze in merito alla variante urbanistica (con conseguente riclassificazione dell'edificio e variazione della destinazione d'uso) che li avrebbe permessi. Dopo un lungo periodo nel quale l'immobile è apparso in uno stato di totale abbandono, nel 2017, passato di proprietà alla Aire Hotel Florenz Srl., sono stati avviati i lavori, conclusi nel 2021, su progetto dello studio GLA Genius Loci Architettura, sempre in funzione della realizzazione di un hotel di lusso con 173 camere, sale riunioni e parcheggio sotterraneo, facente parte della catena alberghiera tedesca 25Hours Hotel. 
Delle 172 stanze del futuro albergo circa 73 sono state ricavate nell'edificio storico e la restante parte nella nuova costruzione interna alla struttura in sostituzione dei vecchi magazzini demoliti. L'attuale cortile è stato coperto da una struttura vetrata su progetto dell'architetto e designer Paola Navone per accogliere un ristorante, un negozio di alimentari e un cocktail bar. Il progetto prevede inoltre un intervento di riqualificazione della stessa piazza San Paolino, affidato allo studio fiorentino Makia in collaborazione con i Light Design Lumen. In quella che era la sala delle operazioni si segnala un affresco di Ermanno Toschi raffigurante la Pietà.